# Sbordoniella indagi
Sbordoniella indagi is een keversoort uit de familie van de loopkevers (Carabidae). De wetenschappelijke naam van de soort is voor het eerst geldig gepubliceerd in 1980 door Vigna Taglianti.